# Gottfried Hasenkamp
Gottfried Hasenkamp (Pseudonym: Gottfried Johannes Gerhart; * 12. März 1902 in Bremen; † 2. September 1990 in Münster, Westfalen) war ein deutscher Schriftsteller.

## Leben
Gottfried Hasenkamp studierte ab 1920 Germanistik, Kunstgeschichte und Philosophie an den Universitäten in Münster, Tübingen und Bonn. 1923 promovierte er in Münster mit einer Arbeit über Friedrich Hölderlin zum Doktor der Philosophie. Ab 1924 war Hasenkamp als Lektor im Münsteraner Aschendorff Verlag tätig und gehörte der Redaktion des Münsterischen Anzeigers an. Während des Dritten Reiches wurde er wegen seiner dezidiert christlichen Einstellung von den nationalsozialistischen Machthabern zeitweilig seines Amtes enthoben. Hasenkamp nahm von 1939 bis 1945 als Soldat der Wehrmacht am Zweiten Weltkrieg teil. Nach Kriegsende gehörte er 1946 zu den Gründern der Westfälischen Nachrichten, deren Verlag er leitete.
Gottfried Hasenkamp war Verfasser von Gedichten und geistlichen Dramen. Sein Werk ist geprägt vom katholischen Glauben des Autors, der in seiner Lyrik eine Vorliebe für traditionelle Formen wie Hymne und Ode pflegte. Literarisch war er stark beeinflusst von Friedrich Hölderlin und der religiösen Lyrik Annette von Droste-Hülshoffs.
Gottfried Hasenkamp war mehr als zwei Jahrzehnte lang Vorsitzender der Droste-Gesellschaft. 1971 wurde er zum Ritter des Gregoriusordens ernannt, 1975 erhielt er die Paulus-Plakette des Bistums Münster.

## Werke
- Hölderlins Anschauung vom Beruf des Dichters, Münster 1923
- Die Magd, Frankfurt a. M. 1923 (unter dem Namen Gottfried Johannes Gerhart)
- Hymnen, Frankfurt-M. 1924
- Sponsa Christi, Frankfurt a. M. 1924
- Winter-Sonnenwende, Frankfurt a. M. 1924
- Religion und Kultur, Münster i.W. 1926
- Tugendübungen für den Monat Mai, Dülmen i. Westf. 1927
- Salzburger Elegie, Salzburg 1931
- Der Königsstuhl von Aachen und andere Gedichte, München 1932
- Das Meer, Salzburg [u. a.] 1938
- Das brennende Licht, Münster, Westf. 1946
- Carmina in nocte, Köln 1946
- Gedächtnis aller Gefallenen, Münster 1946
- Heimkehr und Heimgang des Kardinals, Münster, Westf. 1946
- In memoriam Clemens August Kardinal von Galen, Adolf Donders, Warendorf/Westf. 1946
- Münsterisches Dombauspiel, Münster/Westf. 1947
- Wie dieser Ring ist ganz in sich vollendet, Freiburg i. Br. 1947
- Zwischen Endzeit und Altar, Münster, Westf. 1947
- Das Totenopfer, Warendorf/Westf. 1948
- Eine Romfahrt im Heiligen Jahr, Münster/Westf. 1950
- Der Brautbecher, Nürnberg 1952
- Das Morgentor, Graz 1956
- Der Kardinal, Münster i.W. 1957
- Am Grabe wird ein Ewiges erkannt, Münster 1966
- Die Jugend, die wir finden, altert nicht, Münster/Westf. 1967
- Es kommt Dein Tag, Münster 1988

## Herausgeberschaft
- Bischof Joseph Höffner, Münster/Westf. 1962
- Bischof Heinrich Tenhumberg, Münster/Westf. 1969
- Dem Worte verpflichtet, Münster 1970

## Übersetzungen
- Das Spiel vom Antichrist, Münster 1932